# Madeleine Nikomba Sabangu
Madeleine Nikomba Sabangu, née le 6 juin 1983 à Luiza au Kasaï central, est une avocate, femme politique congolaise et fondatrice de la Fondation Madeleine Nikomba. Elle est sénatrice pour le compte de la province de la Tshopo du 15 mars 2019 au 6 août 2022 et gouverneure de la province de la Tshopo du 22 août 2022 jusqu'en avril 2024.

## Biographie

### Formation
Madeleine Nikomba a fait ses études de droit à l'université du Cepromad de Kisangani où elle a obtenu sa licence en 2017.
Elle est avocate au barreau de la Tshopo depuis 2018.

### Carrière politique
Le 15 mars 2019, Madeleine Nikomba Sabangu est élue sénatrice pour le compte de la province de la Tshopo lors des élections sénatoriales,.
Elle est auteure de plusieurs initiatives parlementaires au Sénat et autres en faveur de la province de la Tshopo dont celles qui a eu lieu le 13 et 14 août 2019 à l'hôtel Pullman de Kinshasa.
En décembre 2019, Madeleine Nikomba Sabangu est élue membre de la commission relation avec les institutions provinciales et les entités décentralisées en qualité de rapporteuse au sein de la chambre haute du parlement.

### Gouverneure de la province de la Tshopo
Elle est élue gouverneure de la province de la Tshopo au second tour de l'élection du 9 mai 2022 organisée sous le contrôle de la Commission électorale nationale indépendante (CENI), dépassant Tony Kapalata d’une voix.

#### Controverse électorale
À l'annonce du résultat partiel du second tour des élections du 9 mai 2022 par la CENI, la nouvelle gouverneure recueille le même nombre de voix que son concurrent Tony Kapalata soit 14 chacun sur 28 députés votants, puis ce dernier a été déclaré élu gouverneur de la province de la Tshopo face à Madeleine Nikomba, conformément à l'article 170, alinéa 3 de la loi électorale qui dispose : « qu'en cas d'égalité de voix, la liste dont le candidat gouverneur est le plus âgé l'emporte ».
Elle va contester les résultats en saisissant la cour d'appel de Kisangani pour certaines irrégularités du fait qu'un intrus, en la personne de Jean-Marie Ngandi, suppléant du député provincial Litema dont le mandat était suspendu sur base de son incompatibilité par rapport à sa fonction de ministre provincial, avait pris part à l’élection sans qualité.
Siégeant en matière électorale, La cour d'appel annule le résultat partiel du second tour de ce scrutin par l'arrêt no RCE 096.
Insatisfait de la décision, Tony Kapalata saisit le Conseil d'État pour solliciter l'annulation de l'arrêt de la cour d'appel, mais à son tour le Conseil d'État infirme le vote exprimé par Jean-Marie Ngandi, en proclament définitivement Madeleine Nikomba élue par 14 voix contre 13 voix obtenues par Tony Kapalata.
Saisie par la CENI, la Cour constitutionnelle confirme finalement l'arrêt rendu par le Conseil d'État.
Le 6 août 2022, Madeleine Nikomba est investie gouverneur par ordonnance présidentielle, ce qui valide les résultats du Conseil d'État et met fin à la saga judiciaire entre les deux adversaires. Elle devient la première femme à accéder à cette fonction et succède à Louis-Marie Walle Lufungula déchu en juin 2021.
Le 29 avril 2024, Madeleine Nikomba Sabangu est élue sénatrice pour le compte de la province de la Tshopo.

### Vie privée
Madeleine Nikomba est mariée et mère de famille.

## Distinctions
- Prix du leadership féminin décerné par les membres du jury lors de la 4e édition du Forum international de victoria (en) en mai 2021 à Abidjan en Côte d'Ivoire[6].